# Liste du patrimoine immobilier classé de Juprelle
Cette page regroupe l'ensemble du patrimoine immobilier classé de la ville belge de Juprelle.
| Objet                                                                                       | Année de construction / Architecte | Adresse                   | Section communale | Coordonnées                      | Numéro d’inventaire | Illustration                                                                                |
| ------------------------------------------------------------------------------------------- | ---------------------------------- | ------------------------- | ----------------- | -------------------------------- | ------------------- | ------------------------------------------------------------------------------------------- |
| Château de Voroux-lez-Liers (M) et terrains environnants (S).                               |                                    |                           |                   | 50° 41′ 18″ nord, 5° 33′ 22″ est | 62060-CLT-0003-01   | Image manquanteTéléverser                                                                   |
| Orgues de l'église Saint-Remacle                                                            |                                    |                           |                   | 50° 43′ 19″ nord, 5° 34′ 16″ est | 62060-CLT-0005-01   | Orgues de l'église Saint-Remacle                                                            |
| Ferme de la Malaxhe : logis et chapelle (façades et toitures) et pignon du portail d’entrée |                                    | Rue de la Juprelle n° 730 |                   | 50° 42′ 29″ nord, 5° 30′ 51″ est | 62060-CLT-0006-01   | Ferme de la Malaxhe : logis et chapelle (façades et toitures) et pignon du portail d’entrée |
| L'église Saint-Servais                                                                      |                                    |                           |                   | 50° 41′ 17″ nord, 5° 31′ 26″ est | 62060-CLT-0007-01   | L'église Saint-Servais                                                                      |